# Mr. Flamboyant
Mr. Flamboyant - minialbum amerykańskiego rapera E-40. Został wydany w maju 1991 roku. Płyta została wyprodukowana przez członków grupy muzycznej The Click. Zawiera sześć utworów, w tym dwa z muzyką instrumentalną.

## Lista utworów
1. "Mr Flamboyant" - 5:53
2. "Tanji" - 1:33
3. "Club Hoppin'" - 4:44
4. "Shut It Down" - 3:39
5. "Tanji" (instrumental) - 1:31
6. "Club Hoppin'" (instrumental) - 4:43